# Eva Bonniers sommarhus
Eva Bonniers sommarhus är en sommarvilla uppförd i fornnordisk stil 1904 vid Torsvägen på Jungfruberget i Dalarö för konstnärinnan Eva Bonnier efter ritningar av arkitekt Ragnar Östberg. 

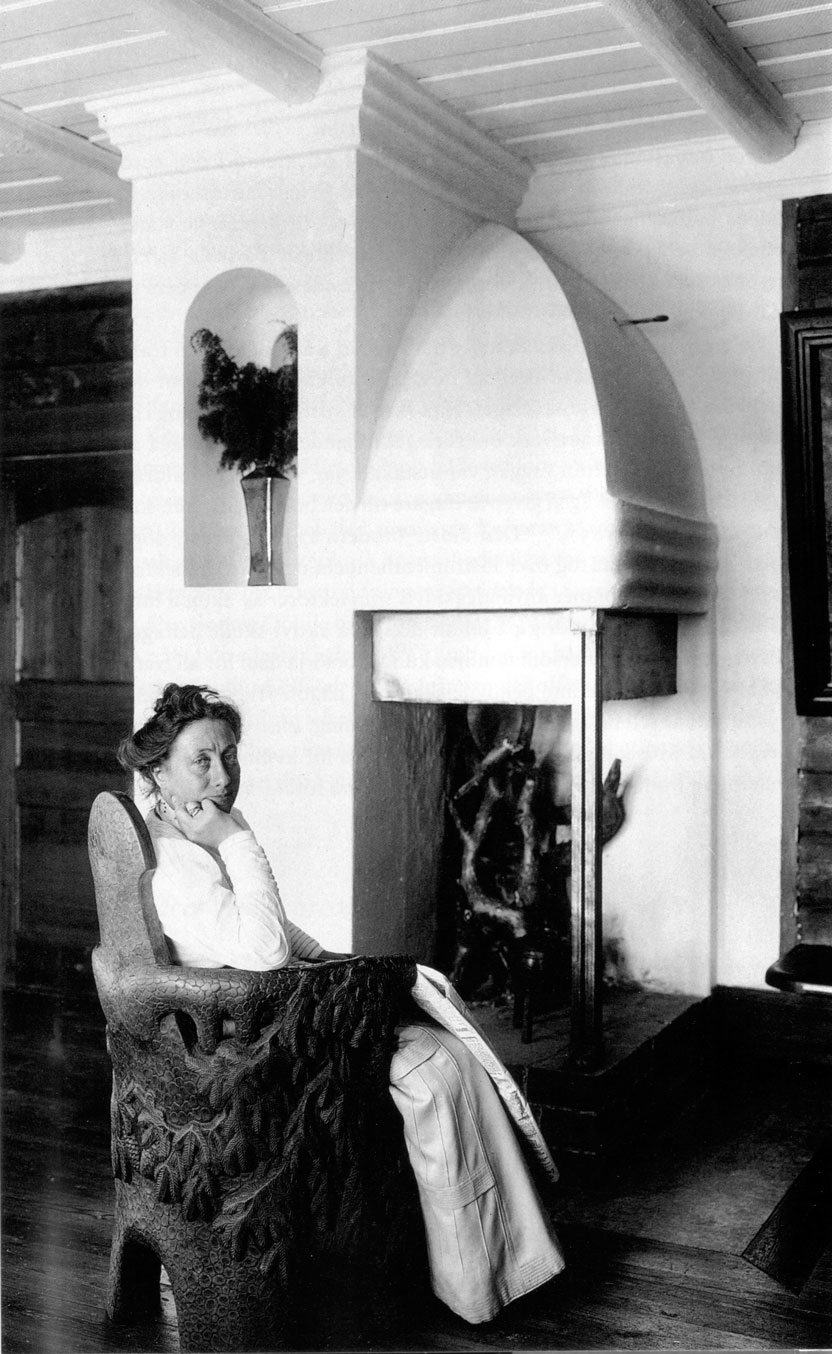
Eva Bonnier, 1905, i sommarhusets vardagsrum

Eva Bonniers sommarvilla är ett av de många konstnärshem som uppfördes på den svenska landsbygden kring sekelskiftet 1900. Här kan nämnas Carl Larsson-gården i Sundborn, Anders Zorns hem i Mora och Albert Engströms ateljé i Stockholms skärgård. En del av dessa hus var om- och tillbyggda äldre fastigheter, några var nyproducerade och ritade av dåtidens kända arkitekter. Eva Bonniers sommarhus var ett nybygge, ritat av Ragnar Östberg och uppfört 1904–1905 med en vid utsikt från Jungfruberget på Dalarö.
Huset uppfördes på en hög naturstenssockel med obehandlade fasader i liggtimmer och småspröjsade fönster. Taket täcktes med svarta flata betongpannor. De på en Östbergs ritningar föreslagna rika utsmyckningarna i fornnordisk stil över svalgångarnas ändar utfördes inte utan ersattes med stora, småspröjsade fönsterpartier. Eva Bonniers ateljé, ursprungligen med takfönster, förlades i nordvästra hörnet av övervåningen. Sovrummet i nordost kragar delvis ut från fasaden. Den rustika interiören präglades av väggarnas synliga timmerstockar. Även delar av inredningen hade ritats av Östberg. 
Byggnadens yttre är idag förändrat. Under 1900-talet kläddes fasaderna in med stående locklistpanel, nu gråmålad, och takets ursprungliga beläggning byttes ut mot rött enkupigt tegel. Interiörerna är dock mycket välbevarade.
Byggnaden är skyddad som byggnadsminne.

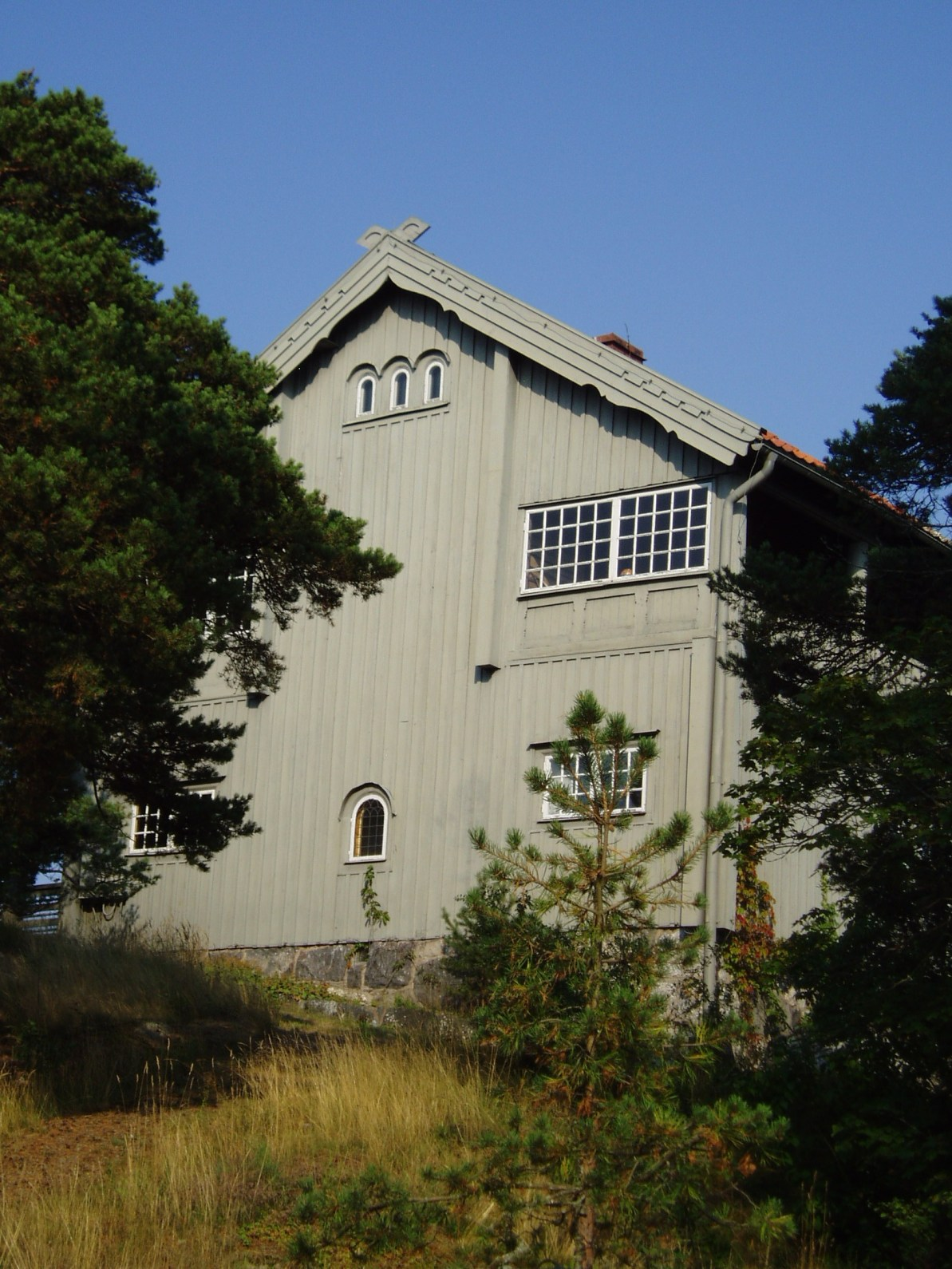
Villa Jungfruberget, 2011
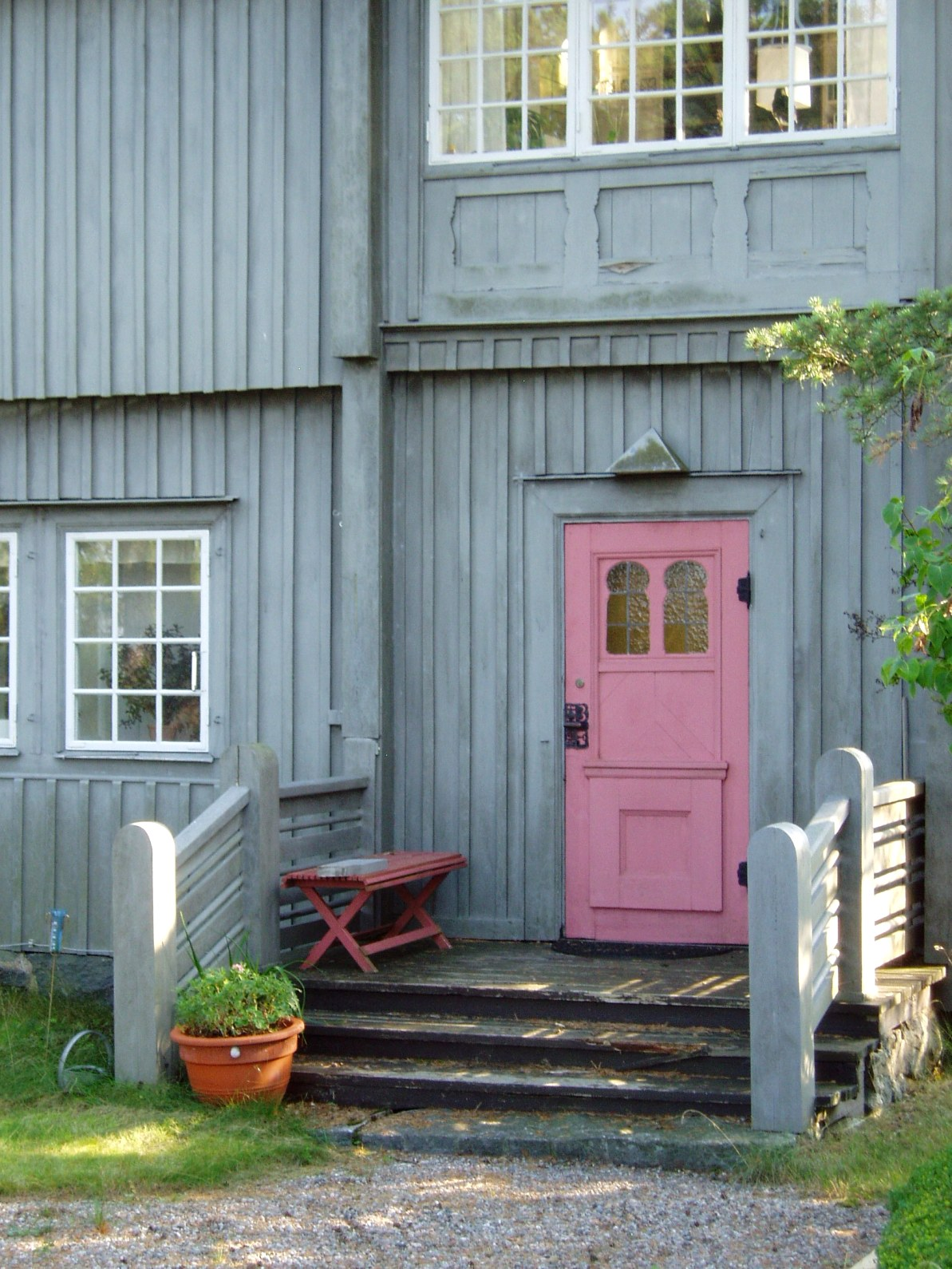
Entrén